# Hugo Zorn von Bulach

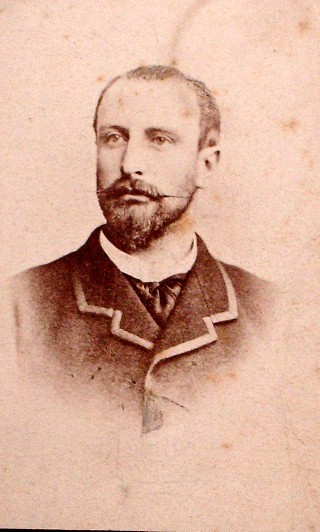
Hugo Freiherr Zorn von Bulach

Hugo Anton Marie Ernst Anna Freiherr Zorn von Bulach (* 8. Februar 1851 in Straßburg; † 20. April 1921 in Osthouse, Département Bas-Rhin) war ein elsässischer Politiker und Abgeordneter des Deutschen Reichstags.

## Leben
Der altem Adel angehörende Zorn von Bulach war Sohn des Freiherrn Franz Zorn von Bulach (1828–1890), Kammerherr Napoleons III. und Deputierter im Bezirk Unterelsaß, sowie seiner Ehefrau Antoinette geb. Freiin von Reinbach-Hirtzbach.
Hugo Zorn von Bulach, der katholischer Konfession war, wurde in einer Jesuitenanstalt erzogen, besuchte das bischöfliche Lyceum in Straßburg und studierte an der Universität Straßburg und der landwirtschaftlichen Akademie zu Hohenheim, war während des Deutsch-Französischen Krieges (1870/71) Leutnant in der französischen Mobilgarde und kam 1878 in den Bezirkstag des Unterelsass, 1879 in den Landesausschuss, war 1881 bis 1887 Mitglied des deutschen Reichstags und der elsaß-lothringischen Fraktion, 1890 bis 1898 aber Hospitant der Konservativen, widmete sich erfolgreich der Landwirtschaft auf seinem Gut Osthausen im Kreis Erstein, wurde 1888 Vorsitzender des Landwirtschaftsrats für Elsaß-Lothringen, 1895 Unterstaatssekretär im Ministerium für Landwirtschaft und Domänen, 1903 Wirklicher Geheimer Rat und 1908 Schlosshauptmann der wiederhergestellten Hohkönigsburg.
Im Jahre 1908 übernahm Zorn von Bulach den Posten des Staatssekretärs im Reichsamt für Elsaß-Lothringen. Drei Jahre später ernannte man ihn zudem zum Bevollmächtigten beim Bundesrat. Als einer der einflussreichsten Politiker des Reichslandes hatte er maßgeblichen Anteil an der im selben Jahr verabschiedeten Verfassung Elsaß-Lothringens. Infolge der Zabern-Affäre musste er jedoch 1914 zurücktreten. Sein Amt übernahm Siegfried Graf von Roedern. Der Kaiser ernannte ihn nach dem Rücktritt zum Mitglied der Ersten Kammer des Landtags des Reichslandes Elsaß-Lothringen.
Zorn von Bulach starb 70-jährig auf dem Familienschloss in Osthouse.
In Berlin-Karlshorst wurde 1911 die Zornstraße nach ihm benannt.
Sein Bruder Franz Freiherr Zorn von Bulach war 1901 bis 1919 Weihbischof in Straßburg und ab 1903 zugleich Generalvikar.